# Kenji Grillon

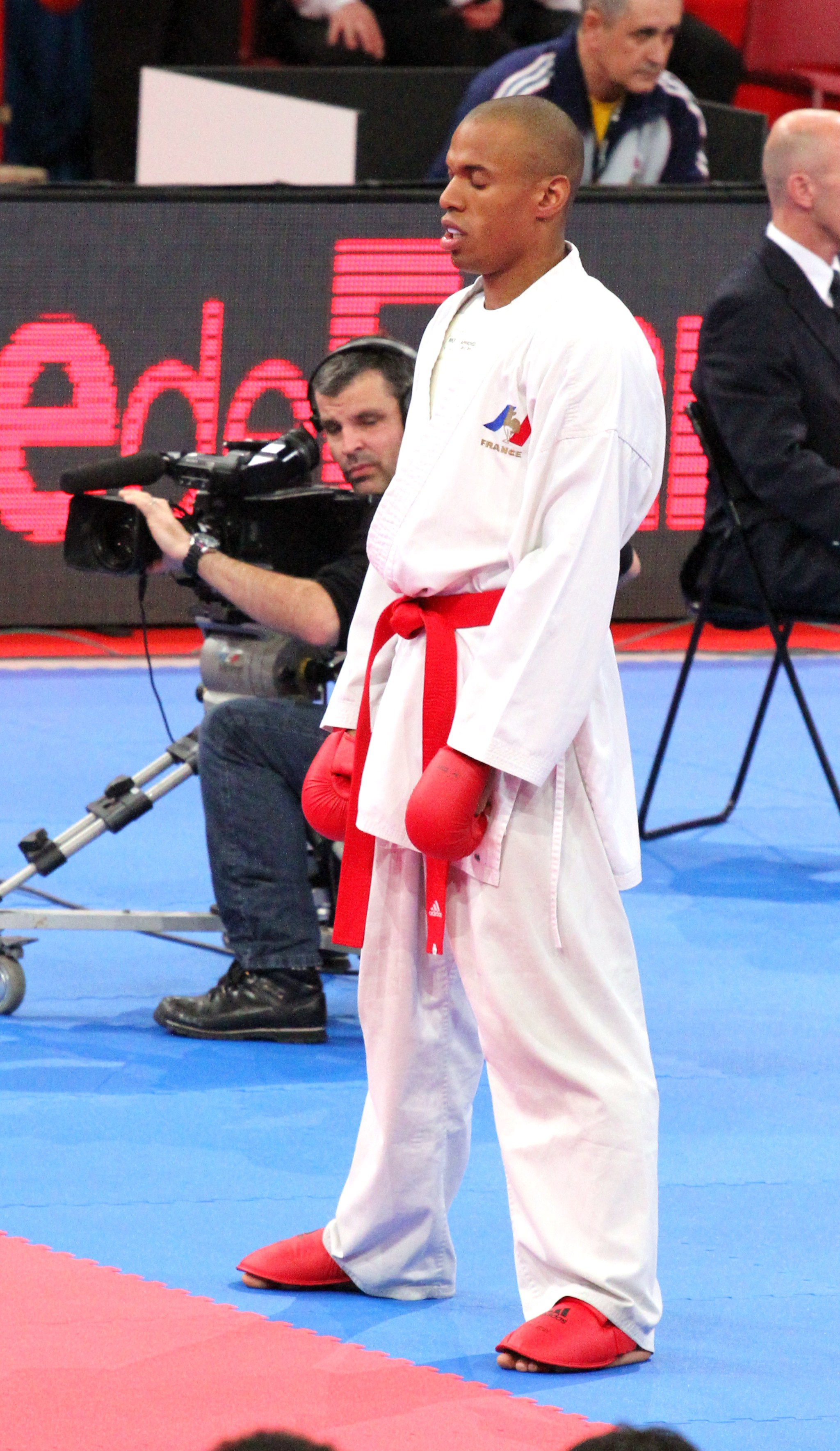
Kenji Grillon bei der XXI WKF Karate WM 2012 in Paris

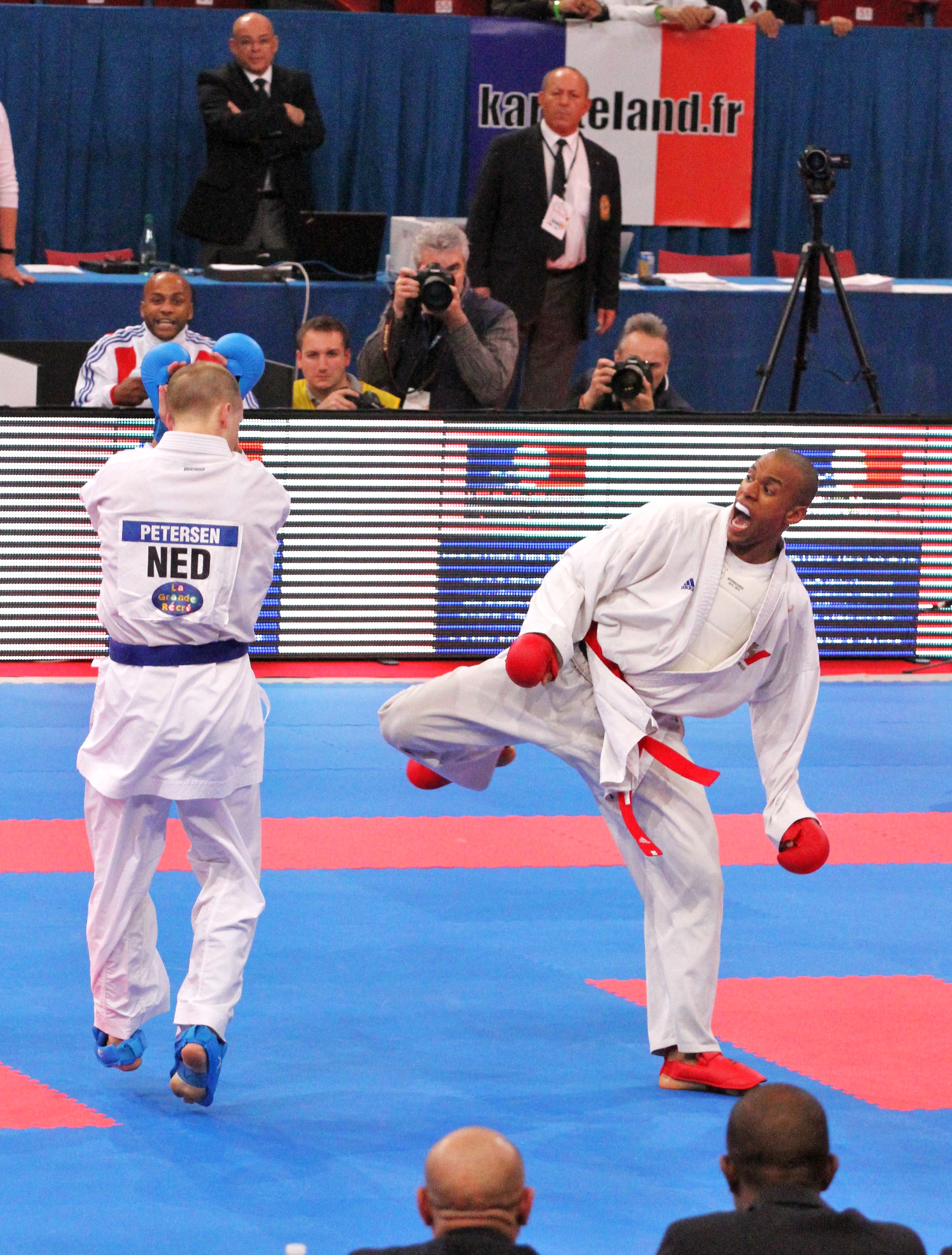
Petersen (NED) gegen Grillon (FRA)

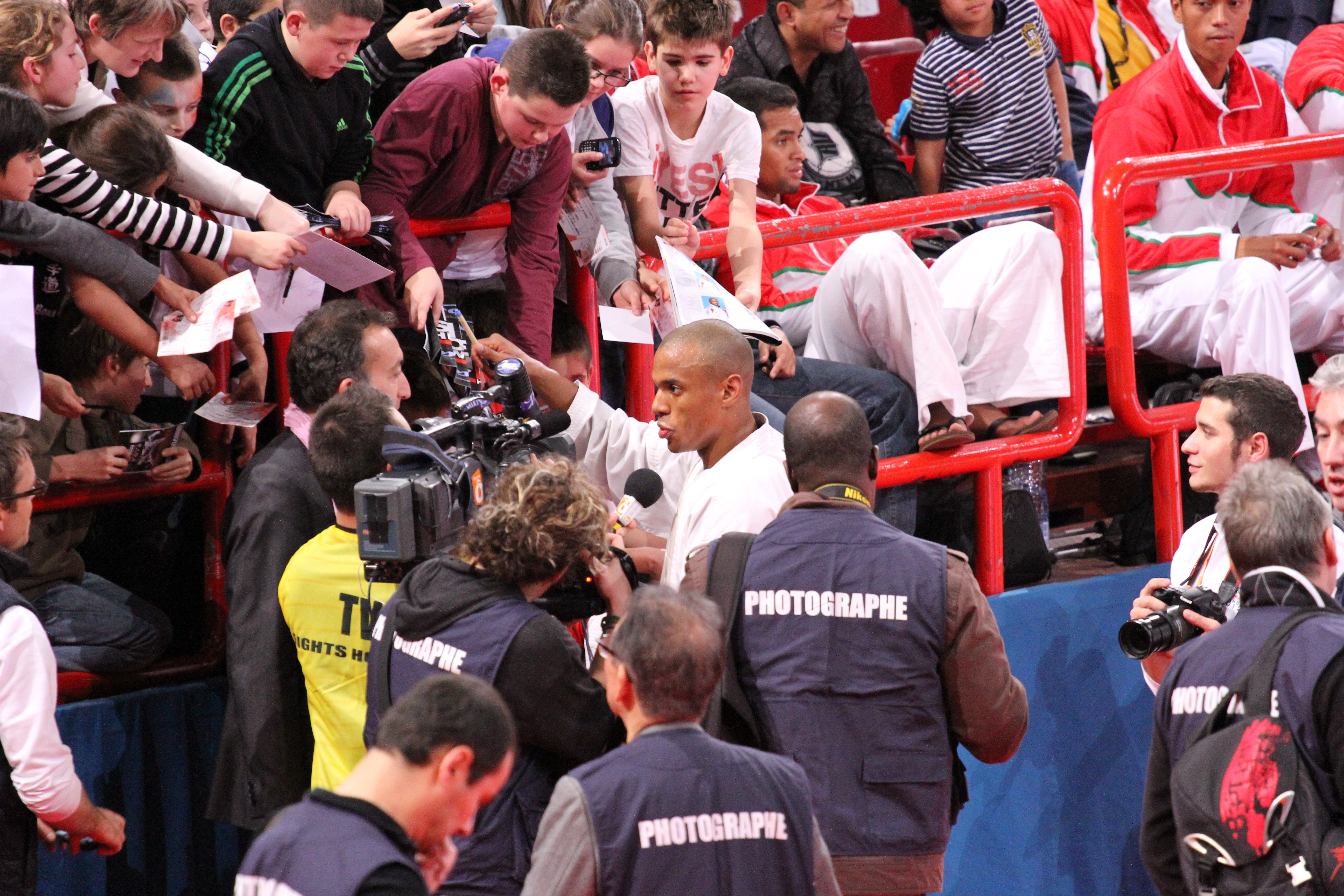
Kenji Grillon beim Autogrammschreiben

Kenji Grillon (* 28. Oktober 1989) ist ein französischer Karateka. Er hat den 4. Dan im Karate und ist zweifacher Weltmeister und mehrfacher Europameister im Kumite. Er startet für den französischen Club AS Sarcelles.

## Leben
Kenji Grillon hat bereits mit acht Jahren mit dem Karatesport angefangen. Bereits sehr früh hatte er erste Erfolge im Wettkampf. Nachdem er im Jahr 2005 in die Französische Jugendnationalmannschaft berufen worden war, hatte er im Jahr darauf seine ersten internationalen Erfolge. Am 25. November 2012 hatte er mit dem Weltmeistertitel bis 84 kg in Paris seinen größten Erfolg. Im Finale im Pariser Palais Omnisports kämpfte er vor über 14.000 Zuschauern gegen den Japaner Ryutaro Araga, den er klar bezwang. Am gleichen Tag wurde er auch noch Weltmeister im Team mit der Französischen Nationalmannschaft. Im Mai 2013 wurde er in Budapest Europameister im Kumite in der Gewichtsklasse bis 84 kg. Am 21. Oktober 2013 bezwang er im Finale der World Combat Games in Sankt Petersburg wiederum den Japaner Ryutaro Araga mit 1:4 und holte sich damit die Goldmedaille in der Gewichtsklasse bis 84 kg. Bei der WKF-Karate-Weltmeisterschaft 2014 konnte er als Titelverteidiger nicht teilnehmen. Er brach sich bei der Paris-Open 2014 den Fuß. Bei der Europameisterschaft 2016 in Montpellier wurde er mit dem Team Frankreich Europameister. Im Finale bezwangen sie die Türkei.

## Erfolge
- 2016 Europameister mit dem Team bei der Europameisterschaft in Montpellier
- 2015 Vize-Europameister im Team bei der Europameisterschaft in Istanbul/Türkei
- 2015, 3. Platz Europameisterschaft in Istanbul in der Gewichtsklasse bis 84 kg
- 2013 Goldmedaille bei den World Combat Games der Sportaccord[1] in Sankt Petersburg bis 84 kg.
- 2013 Europameister mit dem Team Frankreich bei der EM in Budapest
- 2013 Europameister in Budapest / Ungarn bis 84 kg
- 2012 Weltmeister mit dem Team Frankreich[2]
- 2012 Weltmeister in Paris bis 84 kg
- 2012 Europameisterschaft bis 84 kg 3. Platz in Teneriffa / Spanien
- 2011 World Club Cup (Team) 3. Platz
- 2011 Europameisterschaft bis 75 kg 5. Platz
- 2011 Vize-Europameister Team
- 2011 Paris Open 1. Platz
- 2011 Austrian Open 1. Platz
- 2010 Weltmeisterschaft Team 5. Platz
- 2010 Paris Open 2. Platz
- 2009 German Open 2. Platz
- 2009 Vize-Junioren Weltmeister
- 2008 Weltmeisterschaft bis 75 kg 5. Platz
- 2008 Paris Open 2. Platz
- 2008 Vize-Junioren Europameister bis 70 kg
- 2008 Junioren-Europameisterschaften Team 3. Platz
- 2007 Schüler- und Juniorenweltmeisterschaft bis 70 kg 1. Platz
- 2007 Schüler- und Junioreneuropameisterschaft bis 70 kg 1. Platz
- 2006 Schüler- und Junioreneuropameisterschaft bis 70 kg 1. Platz